# Reticulin (Alkaloid)
Reticulin ist eine organische Verbindung aus der Gruppe der Alkaloide, konkret der Benzylisochinolin-Alkaloide.

## Vorkommen und Biosynthese
(S)-Reticulin wird, ausgehend von Tyrosin über Norcoclaurin und Coclaurin biosynthetisiert. (S)-Reticulin ist biosynthetischer Vorläufer der Alkaloide Corytuberin und Scoulerin. Letzteres ist wiederum der Vorläufer von Berberin, Noscapin und Sanguinarin. In einem anderen Biosyntheseweg wird (S)-Reticulin zum (R)-Reticulin isomerisiert, welches ein Vorläufer von Morphin und anderen Morphinan-Alkaloiden ist. Die Isomerisierung wird durch die Reticulin-Epimerase katalysiert. Da der nächste Biosyntheseschritt der Morphinan-Alkaloide spezifisch für die Bildung von Salutaridin aus  (R)-Reticulin ist, verhindert ein Gen-Silencing des Gens für die Reticulin-Epimerase im Schlafmohn sowohl die Bildung des Epimers als auch der Morphinan-Alkaloide und sorgt für eine Akkumulation von (S)-Reticulin.

## Synthese
Enantiomerenreines (S)-Reticulin kann ausgehend von Levodopa hergestellt werden. (R)-Reticulin kann ausgehend von Isovanillinbenzylether hergestellt werden. Dieser wird zunächst in einer McMurry-Reaktion mit Titantetrachlorid / Zink dimerisiert. Durch Sharpless-Dihydroxylierung und Reaktion mit Thionylchlorid wird ein cylcisches Sulfit erhalten, das mit Ruthenium(III)-chlorid / Natriumhypochlorit zum Sulfat oxidiert werden kann. Dieses wird durch Aminolyse mit Methylaminoacetaldehyddimethylacetal in ein chirales Amin umgewandelt. Die freie Hydroxygruppe wird mit Acetanhydrid acetyliert. Die Tetrahydroisochinolin-Einheit wird durch eine Pomeranz-Fritsch-Reaktion aufgebaut. Anders als sonst kommt es dabei nicht zu einer Aromatisierung. Durch katalytische Hydrierung an Palladium können die Schutzgruppen entfernt werden. Je nach eingesetzten Liganden in der Dihydroxylierung kann alternativ auch (S)-Reticulin synthetisiert werden. Auch die biotechnologische Herstellung mit einer modifizierten Hefe wurde beschrieben. Dabei verläuft die Synthese wie bei der pflanzlichen Biosynthese über 4-Hydroxyphenylacetaldehyd, Norcoclaurin und Coclaurin.